# Traiskirchen
Traiskirchen is een gemeente in de Oostenrijkse deelstaat Neder-Oostenrijk, gelegen in het district Baden. De gemeente heeft ongeveer 17.000 inwoners.
Binnen de gemeentegrenzen is een asielzoekerscentrum dat in Oostenrijk en Duitsland zeer bekend is.

## Geografie
Traiskirchen heeft een oppervlakte van 29,08 km². Het ligt in het noordoosten van het land, in de buurt van de hoofdstad Wenen.

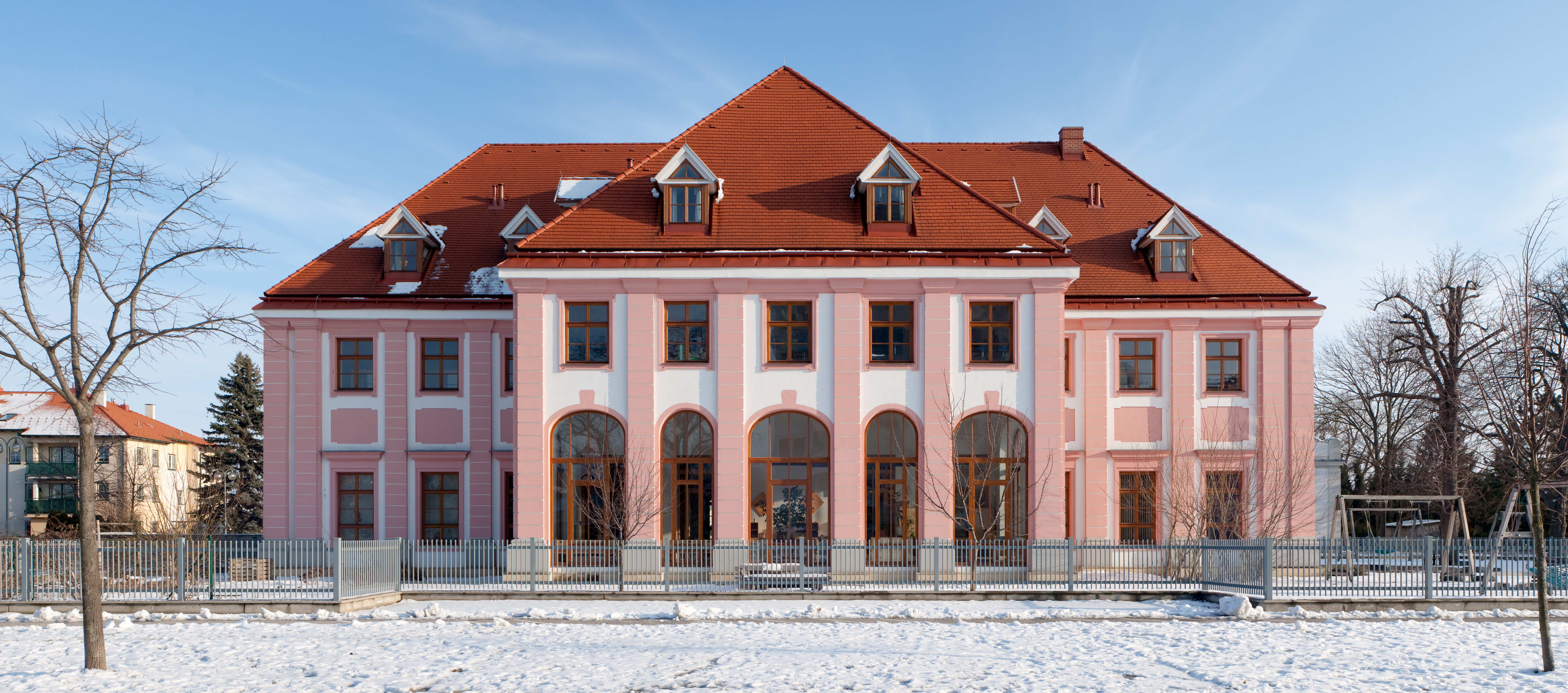
Slot

Alland · Altenmarkt an der Triesting · Baden · Bad Vöslau · Berndorf · Blumau-Neurißhof · Ebreichsdorf · Enzesfeld-Lindabrunn · Furth an der Triesting · Günselsdorf · Heiligenkreuz · Hernstein · Hirtenberg · Klausen-Leopoldsdorf · Kottingbrunn · Leobersdorf · Mitterndorf an der Fischa · Oberwaltersdorf · Pfaffstätten · Pottendorf · Pottenstein · Reisenberg · Schönau an der Triesting · Seibersdorf · Sooß · Tattendorf · Teesdorf · Traiskirchen · Trumau · Weißenbach an der Triesting
- Gemeinsame Normdatei: 4119683-1
- Library of Congress Control Number: n90609825
- MusicBrainz: 78b139f0-c641-473c-b6c7-df0b05930d4b
- Nationale Bibliotheek van Tsjechië: ge206897
- Nationale Bibliotheek van Israël: 987007564992405171
- Virtual International Authority File: 137333461
- WorldCat: E39PBJpyrMRBybYHWJwMq3bTpP